# Tamopsis brachycauda
Tamopsis brachycauda là một loài nhện trong họ Hersiliidae. T. brachycauda được miêu tả năm 1987 bởi Martin Baehr & Barbara Baehr.